# Universidad Nacional Central
La Universidad Nacional Central (en chino simplificado: 国立中央大学; en chino tradicional: 國立中央大學) es una universidad taiwanesa destinada sobre todo a estudios de postgrado. 

## Historia
Fue fundada en Nankín en 258 y refundada en 1915. Se trasladó a Chongqing en 1937 con la segunda guerra sino-japonesa para luego regresar a esa ciudad en 1946. Tras en nombramiento definitivo de la Universidad de Nankín, se afincó definitivamente en Taiwán en 1963.